# 1,2-Dibromcyclohexan
1,2-Dibromcyclohexan ist eine chemische Verbindung aus der Gruppe der Cyclohexanderivate.

## Gewinnung und Darstellung
1,2-Dibromcyclohexan kann durch Reaktion von Cyclohexen mit Brom gewonnen werden, wobei die trans-Form entsteht.
Die Addition von Bromwasserstoff an 1-Bromcyclohexen ist insofern regioselektiv, als sie nur cis-1,2-Dibromcyclohexan ergibt.

## Eigenschaften
(±)-trans-1,2-Dibromcyclohexan ist eine farblose bis gelbliche, klare Flüssigkeit. Es gibt drei Stereoisomere von 1,2-Dibromcyclohexan, wobei die cis-Verbindung in zwei untereinander konvertierbaren Sesselkonformationen vorliegt. Sie liegt als racemisches Gemisch vor, und es ist unmöglich, seine optisch aktive Probe zu erhalten. trans-1,2-Dibromcyclohexan hat keine Symmetrieebene und liegt als Enantiomerenpaar vor. Der Anteil der Konformere von trans-Dibromcyclohexan hängt vom Aggregatszustand und dem Lösungsmittel ab.
cis-1,2-Dibromcyclohexan kann durch Reaktion mit Kaliumiodid in Methanol in Cyclohexen umgewandelt werden.

## Verwendung
1,2-Dibromcyclohexan kann zur Alkylierung von Dicarbonylverbindungen verwendet werden.